# Talking to Heaven
Talking to Heaven ist ein Fernsehfilm von Regisseur Stephen Gyllenhaal, gedreht im Jahr 2002 in den USA. 
Genre: Drama, Science Fiction, Kriminalfilm, Mystery, Thriller

## Handlung
James Van Praagh (Ted Danson) sieht seit seinem achten Lebensjahr die Geister toter Menschen. Da das von seiner Umwelt und sogar seinem eigenen Vater nicht akzeptiert wird, versucht er sie loszuwerden. Das gelingt ihm auch, bis Jahrzehnte später seine Mutter stirbt. Zu der Zeit läuft auch sein Unternehmen nicht gut und er engagiert die Webdesignerin Midge (Queen Latifah). Sie versucht ihn davon zu überzeugen, dass er seine Gabe nutzen könne, woraufhin er vielen Geistern begegnet. Als er im Polizeirevier den verstorbenen Mann einer Rentnerin sieht, teilt er ihr mit, was dieser ihr sagen möchte. Die alte Frau überzeugt die Polizistin Condrin (Mary Steenburgen), dem nachzugehen, und kann durch die Hinweise von James Van Praagh den Mordfall lösen. Kurze Zeit darauf sieht Van Praagh Geister von Kindern. Sie wurden nacheinander im Verlauf mehrerer Jahre getötet oder lebendig begraben. Die ersten sechs Kinderleichen wurden in einem Kreis begraben. Eddie Katz, der Siebente, liegt in der Mitte. Van Praagh hatte seinen Geist bereits als Kind getroffen. Er war 30 Jahre zuvor bei einem Jagdunfall ums Leben gekommen und wurde im Wald verscharrt.

## Kritiken
„Die Krimihandlung taucht in der autobiografischen Vorlage nicht auf. Sie wurde aber trotz des vorhersehbaren Endes so spannend inszeniert, dass auch der echte James Van Praagh keine Einwände hatte. Er co-produzierte den TV-Film und absolvierte einen Gastauftritt als Organist.“

## Auszeichnungen
- Der Film war 2003 für die Satellite Awards in Beste Miniserie, für Ted Danson als beste Leistung eines Schauspielers in einer Miniserie fürs Fernsehen und für Queen Latifah als beste Leistung einer Schauspielerin in einer Assistenzrolle in einer Miniserie fürs Fernsehen.